# I. Klaudia breton hercegnő
Klaudia breton hercegnő és francia királyné (franciául: Claude, reine de France, duchesse de Bretagne; 1499. október 14. – 1524. július 20.) francia királyi hercegnő, 1514–1524 között Bretagne uralkodó hercegnője, házassága révén 1515–1524 között Franciaország királynéja. 1501 és 1506 között Habsburg Károly ausztriai főherceg jegyese. Udvarhölgye volt a későbbi angol királyné, Boleyn Anna.

## Élete, származása
Édesapja XII. Lajos francia király, édesanyja Bretagne-i Anna királyné volt.
Klaudiának egy édestestvére volt, Renáta ferrarai hercegné.

## Házassága, utódai
Klaudia hercegnő 1514. május 18-án feleségül ment a későbbi I. Ferenc francia királyhoz. Hét gyermekük született.
- Lujza (1515–1518) V. Károly császárnak ígérték, de fiatalon meghalt
- Sarolta (1516–1524) gyermekkorában meghalt
- Ferenc dauphin (1518–1536), a trónörökös, később III. Ferenc néven Bretagne uralkodó hercege
- Henrik (1519–1559), 1547-től II. Henrik néven francia király
- Magdolna (1520–1537), 1537-től V. Jakab skót király első felesége
- Károly (1522–1545), Orléans hercege
- Margit (1523–1574), 1559-től Emánuel Filibert savoyai herceg felesége.

Klaudia királyné éppen nyolcadik gyermekét hozta világra, aki halva született. A szülést követően hamarosan az anya is meghalt. A halálát követő években Ferenc király Bretagne minden szuverenitását felszámolta. A megözvegyült király  feleségül vette Eleonóra infánsnőt (1498–1558), Szép Fülöp kasztíliai király leányát, V. Károly nővérét, de ez a házassága gyermektelen maradt.

## Érdekesség
A ringló gyümölcs névadója: reine-claude, katalánul: Reina Clàudia, finnül: Reine Claude, luxemburgiul: Réngglott, hollandul: Reine Claude Verte, pikárd nyelvjárásban: Rainne-gleude, lengyelül: Renkloda Ulena, svédül: Grön Reine Claude.